# Cardiochiles glaphyrus
Cardiochiles glaphyrus är en stekelart som beskrevs av Alexeev 1971. Cardiochiles glaphyrus ingår i släktet Cardiochiles och familjen bracksteklar. Inga underarter finns listade.